# Ruta Provincial 15 (Buenos Aires)
La Ruta Provincial 15 es una carretera pavimentada de 25,5 km de extensión en los partidos de Ensenada y Berisso pertenecientes al Gran La Plata en la provincia de Buenos Aires, República Argentina.

## Recorrido
En el partido de Ensenada el camino circula junto a la zona de vías del Ferrocarril General Roca que fueron clausuradas y retiradas. El camino se corta en la zona del Dock Central entre las avenidas Almafuerte en Ensenada y Génova en Berisso, por lo que el tránsito debe ir por caminos de jurisdicción municipal.
- Partido de Ensenada: Punta Lara y Ensenada.
- Partido de Berisso:[1] Berisso, Villa San Carlos, Villa Dolores, límite entre Barrio Banco Provincia y Juan B. Justo, Villa Zula, Santa Teresita, Los Talas y La Balandra.

|  | CONTgq | ABZq+lr | CONTfq |

|  | WASSERq | WBRÜCKE1 | WASSERq |

|  |  | STR |

|  | WASSERq | WBRÜCKE1 | WASSERq |

|  | WASSERq | WBRÜCKE1 | WASSERq |

|  |  | STR |

|  | STRq | KRZ | STRq |

|  |  | exSKRZ-G+eBUE |

|  | STRq | TEEeq |  |

|  |  | STR |

|  | WASSERq | WASSERq | WASSERq |

|  | STRq | TEEeq |  |

|  | STRq | TEEeq |  |

|  |  | STR |

|  | CONTgq | ABZqlr | CONTfq |

## Nomenclatura municipal
Debido a que gran parte de esta carretera discurre por zonas urbanas, los diferentes municipios dieron nombres a esta ruta:
- Partido de Ensenada: Almirante Brown y Bosinga.
- Partido de Berisso: Montevideo.